# Городской стадион (Молодечно)
Городской стадион — многофункциональный стадион в городе Молодечно, Белоруссия. Максимальная вместимость — 4800 человек.
Домашний стадион местной команды «Молодечно». Принимал матчи белорусской высшей лиги в 1990-х и начале 2000-х годов. Футбол высшего дивизиона вернулся на стадион в 2016 году, когда здесь стала играть команда-дебютант высшей лиги «Ислочь» (Минск). В 2020 году — «Энергетик-БГУ» (Минск). В 2022 году «Ислочь» также проводит здесь домашние матчи.

## История
Стадион был построен в 20-е годы XX века. Открыт в 1946 году. До 1993 года назывался «Металлург».
На стадионе в разные годы проводились матчи отборочного турнира молодёжного чемпионата Европы, финального турнира женского чемпионата Европы (до 19 лет) 2009 года, матчи женской национальной сборной Белоруссии, Кубка регионов УЕФА (2010).